# Franz Christian Boll
Franz Christian Boll (* 31. August 1776 in Neubrandenburg; † 12. Februar 1818 ebenda) war ein deutscher evangelischer Theologe der Erweckungsbewegung und Pastor an den Neubrandenburger Hauptkirchen.

## Leben
Franz Christian Boll wurde als eines von elf Kindern des Neubrandenburger Böttchers Franz Boll (1741–1800) und dessen Frau Regina Maria, geb. Schärpeltz (1747–1828) geboren. Anscheinend war er der erste seines Geschlechts, der einen akademischen Beruf wählte. Nach dem Besuch der Gelehrtenschule in Neubrandenburg studierte Boll von 1795 bis 1798 an der Universität Jena Evangelische Theologie. Danach war er Hauslehrer von Gustav Brückner (1789–1860) in Neubrandenburg und von Carl von Oertzen (1788–1837) in Brunn. Am 23. März 1802 erhielt er eine Stelle als Dritter Pastor in Neubrandenburg mit Zuständigkeit für die Johanniskirche. Nach dem zeitweiligen Fortfall der dritten Predigerstelle in Neubrandenburg war er ab 1805 Zweiter Pastor an der Marienkirche und an der Johanniskirche. Er war mit dem Strelitzschen Herzog Karl II. befreundet. Angebote für Pfarrstellen in Bremen (1805) und Ludwigslust (1817) lehnte er ab und blieb bis an sein Lebensende in Neubrandenburg.

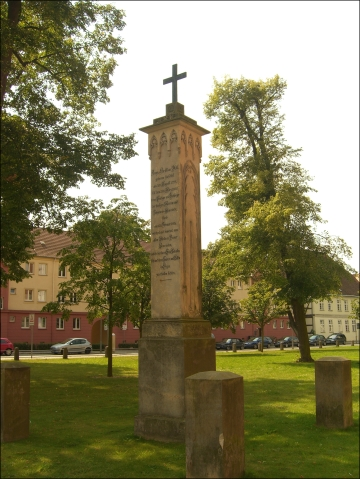
Boll-Gedenkstein in Neubrandenburg nach einem Entwurf von Caspar David Friedrich (1818)

 Mehrere Predigten Bolls erschienen als Drucke, darunter seine Antrittspredigt von 1802 sowie die Predigt zum Andenken an den verstorbenen Großherzog Karl II. (1816). Seine Schrift Von dem Verfalle und der Wiederherstellung der Religiosität wurde 1809 (Band 1) und 1810 (Band 2) herausgegeben, Band 3 gelangte nicht mehr in den Druck. 1800 erschien der Band Beherzigungen einiger Wahrheiten aus dem Gebiete der Pädagogik und Philosophie mit Essays und Gedichten von Boll. Daneben befasste er sich mit der Geschichte Neubrandenburgs. Bolls Pfarrchronik übernahm sein Sohn Franz Boll unter dem Titel Merkwürdigkeiten aus der Geschichte der Vorderstadt Neubrandenburg vom Jahre 1801 ab in seine Chronik der Vorderstadt Neubrandenburg.
Franz Christian Boll war seit 10. Juni 1802 mit der Neubrandenburger Arzttochter Friederike, geb. Brückner (1780–1839) verheiratet. In dieser Ehe wurden sechs Kinder geboren, von denen nur zwei Söhne das Erwachsenenalter erreichten: Sein älterer Sohn Franz Boll (1805–1875) wurde, wie der Vater, Theologe und befasste sich mit heimatgeschichtlichen Forschungen. Sein jüngerer Sohn Ernst Boll (1817–1868) führte als Privatgelehrter umfangreiche naturwissenschaftliche Studien durch und beteiligte sich an der Geschichtsforschung seines Bruders.
Boll starb 1818 während einer Typhusepidemie und wurde auf dem alten Friedhof von Neubrandenburg begraben. 1818 entwarf Caspar David Friedrich eine 8 Meter hohe Stele für Boll. Dieser wurde von Christian Gottlieb Kühn umgesetzt, aber erst 1854 an der Südseite der Marienkirche aufgestellt. Am Denkmal ist mit 1775 ein falsches Geburtsjahr von Boll angegeben.

## Theologisches Wirken
Boll war der erste profilierte Theologe der Erweckungsbewegung in Mecklenburg. Seine Schrift Vom Verfalle und Wiederherstellung der Religiosität zählt am Übergang zum 19. Jahrhundert zu den zahlreichen Aufsätzen, die eine Reform des Protestantismus und eine kirchliche Erneuerung forderten. Der Inhalt geht jedoch weit über kirchliche Themen, wie die Auseinandersetzung mit dem theologischen Rationalismus, hinaus, befasst sich mit den Grundlagen der Kultur, des Staatswesens und der Rechtsordnung. Boll steht mit seinem Traktat in der Tradition von Philipp Jacob Spener. In Intension, Struktur und Schreibgestus orientiert sich seine Schrift an dem 1675 von Spener herausgegebenen Reformprogramms Pia desideria. Als Stadtpfarrer in Neubrandenburg blieb Boll in seiner Wirkung in den theologischen Debatten seiner Zeit auf Mecklenburg begrenzt.

## Boll und Philipp Otto Runge
Franz Christian Boll und Philipp Otto Runge waren über die Töchter des Neubrandenburger Arztes, Kreisphysikus und Hofrates Adolph (Friedrich Theodor) Brückner (1744–1823) nur sehr weitläufig miteinander verwandt. Runges Bruder Carl (Hermann) (1779–1841) heiratete 1805 Heinricke Brückner (1786–1852), eine Schwester von Bolls Frau Friederike Brückner. Franz Christian Boll und Philipp Otto Runge unternahmen gemeinsame Wanderungen auf der Insel Rügen. Beide, Maler und Theologe, unterhielten schwärmerische Beziehungen zu den wesentlich jüngeren Brückner-Söhnen, Adolf Brückner (1781–1818) und Gustav Brückner (1789–1860), denen sie treue Freundschaft bis in den Tod gelobten. Boll hatte Einfluss auf Runges kunsttheoretisches und historisches Denken. Das betrifft vor allem Runges Abkehr von der These eines radikalen Neubeginns in der romantischen Kunst. 1809 lässt Boll dem Maler den ersten Band seiner Reformschrift „Vom Verfalle und der Wiederherstellung der Religiosität mit besonderer Hinsicht auf das protestantische Deutschland“ zukommen. Der beigefügte Brief offenbart Standpunkte in dem zwischen beiden Männern geführten Diskurs.

„Ich habe mich Ihrer Aeußerungen über die innere Nothwendigkeit, die uns zum Würken und Schaffen treibt, und wie jede Zeit Produkt der Vergangenheit und Schöpferin der Zukunft ist, sehr gefreut, und ich fahre fort: Wie nothwendig es ist, an keiner Zeit, auch an der unsrigen nicht zu verzweifeln, - und wie heilsam es darum ist, die Gegenwart nicht als eine vom Himmel gefallene, oder aus der Hölle hervorgestoßene Zeit, sondern ein nothwendiges Product der Vergangenheit zu begreifen.“

## Boll und Caspar David Friedrich
Franz Christian Boll und Caspar David Friedrich waren über beider Ehefrauen nur sehr weitläufig verwandt. Friedrichs Bruder Adolf (1770–1838) heiratete 1801 Margarete Brückner (1772–1820), eine Cousine von Bolls Frau Friedericke. Korrespondenz zwischen Boll und Friedrich ist nicht überliefert. Ein vergleichbarer ideengeschichtlicher Hintergrund und, darüber hinaus, eine Beeinflussung des bedeutenden Malers der deutschen Romantik durch Boll, die sich in dessen Bildwerken niederschlug, wurde ohne konkrete Nachweise angenommen. Eine engere Bekanntschaft zwischen Boll und Friedrich könnte im Sommer 1800 bei einer gemeinsamen Wanderung der beiden Männer im Elbsandsteingebirge entstanden sein.

## Werke
- Beherzigungen einiger Wahrheiten aus dem Gebiete der Pädagogik und Philosophie. Neustrelitz 1800.[8] (Digitalisat).
- Über das gegenseitige Verhältnis eines Predigers und seiner Gemeine. Eine Antrittspredigt gehalten zu Neubrandenburg, d. 4ten April 1802. Zum Besten der Armen. Gedruckt bei bey Christian Gottlob Korb, Neubrandenburg 1802
- Von dem Verfalle und der Wiederherstellung der Religiosität, mit besonderer Hinsicht auf das protestantische Deutschland. Erster Theil und Zweiter Theil. Neustrelitz 1809 und 1810. (Digitalisate)
- Gedächtnispredigt auf Se. Königl. Hoheit, d. am 6. Nov. d. J. 1816 zum besseren Leben vollendeten Allerdurchlauchtigsten Großherzog Karl Ludwig Friedrich, Großherzog von Mecklenburg. gedruckt bei Korb, Neubrandenburg 1816
- Predigten über D. Martin Luthers Leben und Wirken zur Vorbereitung auf die diesjährige Jubelfeier zur Kirchenverbesserung. Gedruckt bei C. G. Korb, Neubrandenburg 1817
- F. C. Boll’s weiland Past. Zu Neubrandenburg letzte Predigt gehalten am Sonntag Septuagesimä 1818, Rostock u. Schwerin o. J.
- Merkwürdigkeiten aus der Geschichte der Vorderstadt Neubrandenburg im Herzogthum Mecklenburg-Strelitz vom Jahre 1801 an. Angefangen von F. C. Boll hierselbst. Manuskript (Pfarrchronik ?), Regionalmuseum Neubrandenburg [Inv.-Nr. V 170/2 S]